# YVTO
10°30′13″N 66°55′44″W / 10.50361°N 66.92889°W

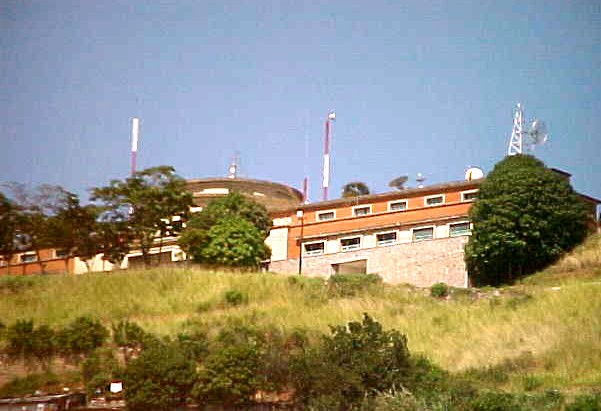
卡吉加尔海军观测站

YVTO是委内瑞拉加拉加斯胡安·曼努埃尔·卡吉加尔海军天文台官方授时台的呼号。YVTO信号的内容是在频率5MHz的连续1kW调幅载波，相对于世界上其他授时台（如WWV）播放的信号会较少。
YVTO的时间发播方式非常有限。广播没有采用任何形式的数字时码。每天的时间以委内瑞拉标准时间（VET）显示，并且只使用西班牙语语音播报。YVTO发播的信号除每分钟30秒外，每秒会发送100毫秒长、频率为1,000Hz的蜂鸣声，每分钟首个音频为0.5秒的800Hz提示音。
YVTO曾在6.1MHz频率上广播，在1990年时更改为现在的频率。